# Folket i Simlångsdalen (1924)
Folket i Simlångsdalen är en svensk dramafilm från 1924 i regi av Theodor Berthels.

## Om filmen
Filmen premiärvisades 3 november 1924 på ett flertal biografer. Som förlaga har man Fredrik Ströms roman Folket i Simlångsdalen från 1903. En nyinspelning av filmen regisserades 1947 av Åke Ohberg.

## Rollista i urval
- Mathias Taube – Sig Folkeson
- Greta Almroth – Ingrid, hans dotter
- Elly Holmberg – Marit
- Ida Schylander – Skog-Börta
- Theodor Berthels – Lars Brand, gästgivare
- Paul Seelig – Sven Brand, hans son
- Semmy Friedmann – Tattar-Jan
- Georg Blomstedt – länsman
- Fridolf Rhudin – Alarik
- Carl Wallin – Sibelius, luffare
- Gösta Gustafson – Wallenbeck, klockare
- Wictor Hagman – ej identifierad roll
- Robert Jonsson – ej identifierad roll